# Baldassare Porto
Baldassare Porto (né le 19 janvier 1923 à Catane, où il est mort le 30 novembre 2013) est un athlète italien, spécialiste du 400 mètres. Médaille d'argent avec l'Italie en relais 4 x 400 mètres aux championnats d'Europe 1950 à Bruxelles, il participe aux Jeux olympiques de 1952 à Helsinki dans la même épreuve — il est le troisième sicilien de l'histoire, après Giovanni Frangipane et Salvatore Mastroieni — mais l'équipe italienne ne se qualifie pas en finale.
Sélectionné 14 fois sous les couleurs italiennes, il bat, avec Armando Filiput, Luigi Paterlini et Antonio Siddi le record d'Italie du relais 4 x 400 mètres en 3 min 11 s 0 réalisés aux championnats d'Europe 1950 à Bruxelles. Ce record tient jusqu'à 1956.

## Biographie

### Palmarès
| Date | Compétition                                                 | Lieu      | Résultat | Épreuve   | Performance  |
| ---- | ----------------------------------------------------------- | --------- | -------- | --------- | ------------ |
| 1949 | Semaine d'été internationale des sports universitaires (en) | Meran     | 2e       | 400 m     | 49 s 3       |
| 1949 | Semaine d'été internationale des sports universitaires (en) | Meran     | 2e       | 4 x 400 m | 3 min 19 s 4 |
| 1950 | Championnats d'Europe                                       | Bruxelles | 2e       | 4 x 400 m | 3 min 11 s 0 |
| 1955 | Jeux méditerranéens                                         | Barcelone | 2e       | 4 x 400 m | 3 min 14 s 4 |

### Records
| Épreuve    | Performance | Lieu | Date |
| ---------- | ----------- | ---- | ---- |
| 100 mètres | 10 s 7      |      | 1949 |
| 400 mètres | 47 s 8      |      | 1950 |